# Final Straw
Final Straw es el tercer álbum de la banda Snow Patrol. En el Reino Unido fue publicado en 2003 y en Estados Unidos en 2004. Es el primer éxito del grupo fuera del lugar de origen de la banda, Irlanda del Norte y Escocia. Y es en este álbum en el que la banda comienza a tener éxito realmente.
El álbum fue relanzado en el Reino Unido en 2004 con dos canciones adicionales, antes de ser exportados a los Estados Unidos (sin los bonus tracks). El álbum también fue sacado a la venta en SACD y DualDisc con 5,1 Surround mixes.
La canción "Wow" sale en el juego de PlayStation 2 Gran Turismo 4.
Los sencillos que se desprendieron de este álbum fueron: Spitting games, Run, Chocolate y How to be dead.

## Lista de canciones
1. "How to be dead". – 3:22
2. "Wow". – 4:02
3. "Gleaming auction". – 2:04
4. "Whatever's left". - 2:39
5. "Spitting games". - 3:46
6. "Chocolate". - 3:02
7. "Run". - 5:54
8. "Grazed knees". - 2:55
9. "Ways & means". - 4:48
10. "Tiny little fractures". - 2:27
11. "Somewhere a clock is ticking". - 4:32
12. "Same". - 3:54